# Dauphine (titel)

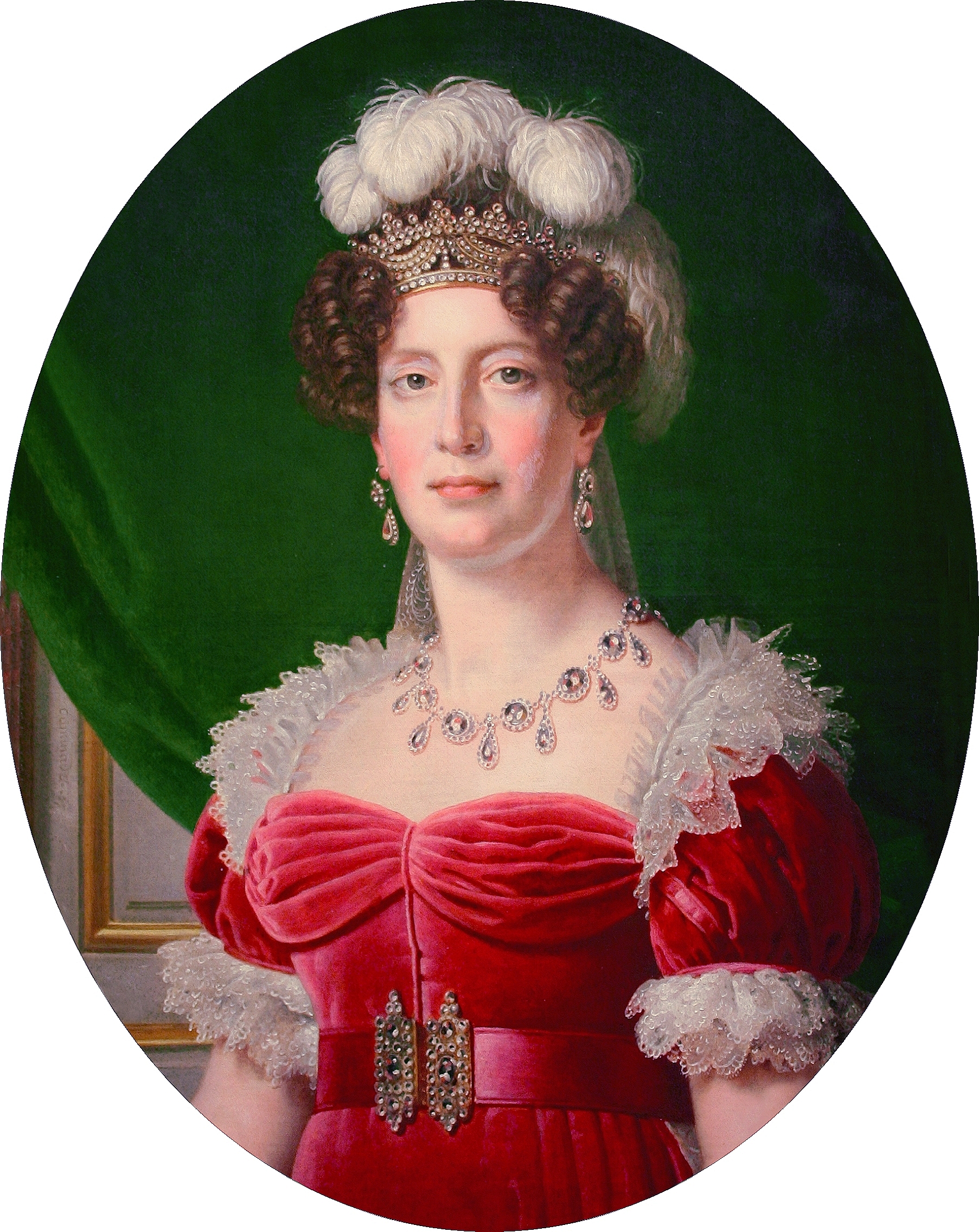
Portret van Marie Thérèse, door de Franse schilder Alexandre-François Caminade.

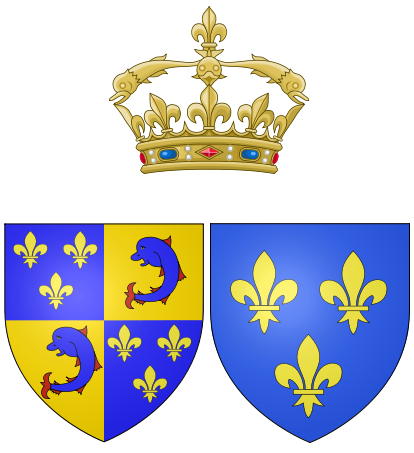
Wapenschild van Marie Thérèse, met dolfijnen

De titel van Dauphine werd in Frankrijk gedragen door de echtgenote van de troonopvolger. Letterlijk betekent dauphine "vrouwelijke dolfijn". De Dauphin voert een dolfijn in zijn wapen.
De laatste Dauphine van Frankrijk was Marie-Thérèse, de dochter van Lodewijk XVI, en echtgenote van haar volle neef Louis-Antoine, hertog van Angoulême, die in 1824 de laatste dauphin werd.